# Monodonta
Monodonta is een geslacht van weekdieren uit de klasse van de Gastropoda (slakken).

## Soorten
- Monodonta australis (Lamarck, 1822)
- Monodonta canalifera Lamarck, 1816
- Monodonta confusa Tapparone Canefri, 1874
- Monodonta glabrata Gould, 1861
- Monodonta labio (Linnaeus, 1758)
- Monodonta nebulosa (Forsskål in Niebuhr, 1775)
- Monodonta neritoides (Philippi, 1849)
- Monodonta perplexa Pilsbry, 1889
- Monodonta vermiculata (P. Fischer, 1874)
- Monodonta viridis Lamarck, 1816